# Carolina (Puerto Rico)
Carolina ist eine Stadt des US-amerikanischen Außengebietes Puerto Rico. Die Stadt liegt im Nordosten der Insel. Sie hat etwa 186.000 Einwohner und grenzt sowohl an den Atlantik als auch an die Hauptstadt San Juan. Carolina bildet mit den umliegenden Städten San Juan, Trujillo Alto, Gurabo und Juncos die städtische Metropole der Insel. Auf dem Gebiet der Stadt liegt auch der internationale Flughafen der Insel.

## Geschichte
Carolina wurde im Jahr 1816 von den Spaniern gegründet.

## Sport
2024 fanden die dritten Nor.Ca. Beach Handball Championship in Carolina statt.

## Söhne und Töchter der Stadt
- Jesús T. Piñero (1897–1952), Politiker
- Julia de Burgos (1914–1953), Lyrikerin
- Esteban de Jesús (1951–1989), Boxer
- Alfredo Escalera (* 1952), Boxer
- Wilfredo Benítez (* 1958), Boxer
- Lalo Rodríguez (1958–2022), Musiker
- Gilberto Santa Rosa (* 1962), Musiker
- Micaela Nevárez (* 1972), Schauspielerin
- Don Omar (* 1978), Musiker
- Tito El Bambino (* 1981), Reggaeton-Künstler
- Amanda Serrano (* 1988), Boxerin und MMA-Kämpferin
- Luís Castro (* 1991), Leichtathlet
- Anuel AA (* 1992), Musiker
- Ryan Sánchez (* 1998), Mittelstreckenläufer